# Nemoura monae
Nemoura monae är en bäcksländeart som beskrevs av Joost 1977. Nemoura monae ingår i släktet Nemoura och familjen kryssbäcksländor. Inga underarter finns listade i Catalogue of Life.